# Poison pill
Una poison pill, letteralmente "pillola avvelenata", è una tecnica di difesa da un'offerta pubblica di acquisto ostile, generalmente lanciata dal management di una società al fine di scoraggiare il possibile acquirente dal completare l'operazione. Solitamente tale tecnica consiste nell'attuazione di meccanismi societari al fine di incrementare il costo necessario per acquisire il controllo della società. Il metodo più ricorrente è il lancio di un aumento di capitale, tramite il quale viene offerto un quantitativo di azioni a prezzo di favore ai soci esistenti; tale operazione, aumentando il numero di azioni in circolazione, permette di diluire la partecipazione del potenziale acquirente.